# Dual (película de 2022)
Dual es una película de 2022 del género ciencia ficción escrita, producida y dirigida por Riley Stearns y protagonizada por Karen Gillan, Beulah Koale, Theo James, y Aaron Paul.

## Premisa
Después de recibir un diagnóstico terminal, una mujer opta por un procedimiento de clonación para aliviar la pérdida de sus amigos y familiares. Cuando se recupera milagrosamente, sus intentos de desmantelar su clon fallan y conducen a un duelo a muerte ordenado por la corte.

## Trama
En un futuro cercano, Sarah es una alcohólica deprimida en una relación apagada con su novio Peter y generalmente desconectada de su molesta madre. Un día, Sarah se despierta y encuentra un charco de sangre en su cama y luego se entera de que tiene una enfermedad terminal y le dicen que morirá con certeza. La doctora admite, con un margen de error del 2%, que la muerte de Sarah es segura. Para salvar a sus seres queridos del dolor de perderla, Sarah opta por un procedimiento de clonación de sí misma para ocupar su lugar. Pronto llama al clon "Doble de Sarah" y le da el conocimiento básico de sus intereses y estilo de vida. Diez meses después, se le informa a Sarah que, inexplicablemente, ha entrado en remisión total y que va a vivir. Cuando llega a la casa de su madre para compartir las buenas noticias, encuentra allí a su Doble con Peter y se enfurece al descubrir que la Doble había estado en contacto con su madre durante bastante tiempo, en contra de sus deseos. Sarah intenta que las cosas vuelvan a la normalidad y exige que su clon sea "retirado", solo para ser rechazada por Peter, quien, al igual que su madre, prefieren al clon por sobre la Sarah original.
A Sarah se le informa que la Doble solicitó mantenerse con vida, lo que significa que, por ley, ambas tendrían que participar en un duelo a muerte publicitado para el que deben prepararse en un año. Al tener que pagar tanto por su clon como por ella misma, Sarah pronto toma clases de defensa personal y combate con su entrenador personal, Trent. Durante el próximo año, Sarah ha mejorado tanto física como mentalmente, aprendiendo a tolerar la violencia y cómo funcionan los duelos de clones. En lugar del pago del último mes de entrenamiento, Sarah le enseña a Trent a bailar hip-hop. Sintiéndose confiada, Sarah se encuentra con Peter para decirle que no quiere mala voluntad, pero promete matar a su clon sin pedir disculpas.
Mientras está en medio de una prueba con Trent, Sarah ve a su clon mirando desde afuera y la persigue hasta un parque de juegos cercano. Allí, hablan sobre su situación antes de que la Doble lleve a Sarah a un grupo de apoyo para personas que sobrevivieron a sus duelos. Afuera, las dos hablan y acuerdan escapar más allá de la frontera para vivir sus vidas por separado. A la mañana siguiente, ambas caminan por un bosque donde Sarah, luego de beber agua, descubre que su Doble la ha envenenado. La Doble finalmente llega sola y tarde al duelo, mintiendo al decir que ella es la original y afirmando que el "clon" ha huido. Después de una investigación y una audiencia en la corte, un juez la declara como la original, y la deja en libertad para asumir el cargo como la única Sarah. Sin embargo, la Doble pronto se siente tan deprimida e insatisfecha como la Sarah original, teniendo que lidiar con sus mismas deudas y responsabilidades; además de sufrir una convivencia incómoda con el controlador Peter y de tener una cariñosa pero insistente madre (quienes saben que ella es el clon). Mientras conduce, la Doble de Sarah se detiene en medio de una rotonda y rompe a llorar.

## Elenco
- Karen Gillan como Sarah / Doble de Sarah
- Aaron Paul como Trent
- Theo James como Robert Michaels
- Beulah Koale como Peter
- Maija Paunio como la madre de Sarah
- Sanna-June Hyde como la doctora
- Kris Gummerus como Tom

## Producción
La película fue anunciada en abril de 2020, con el elenco de Karen Gillan, Aaron Paul y Beulah Koale. La fotografía principal comenzó en octubre de 2020. La película se rodará íntegramente en Tampere, Finlandia, y también está cofinanciada por IPR.VC, la empresa finlandesa de capital riesgo.